# Teatro Cervantes (Màlaga)

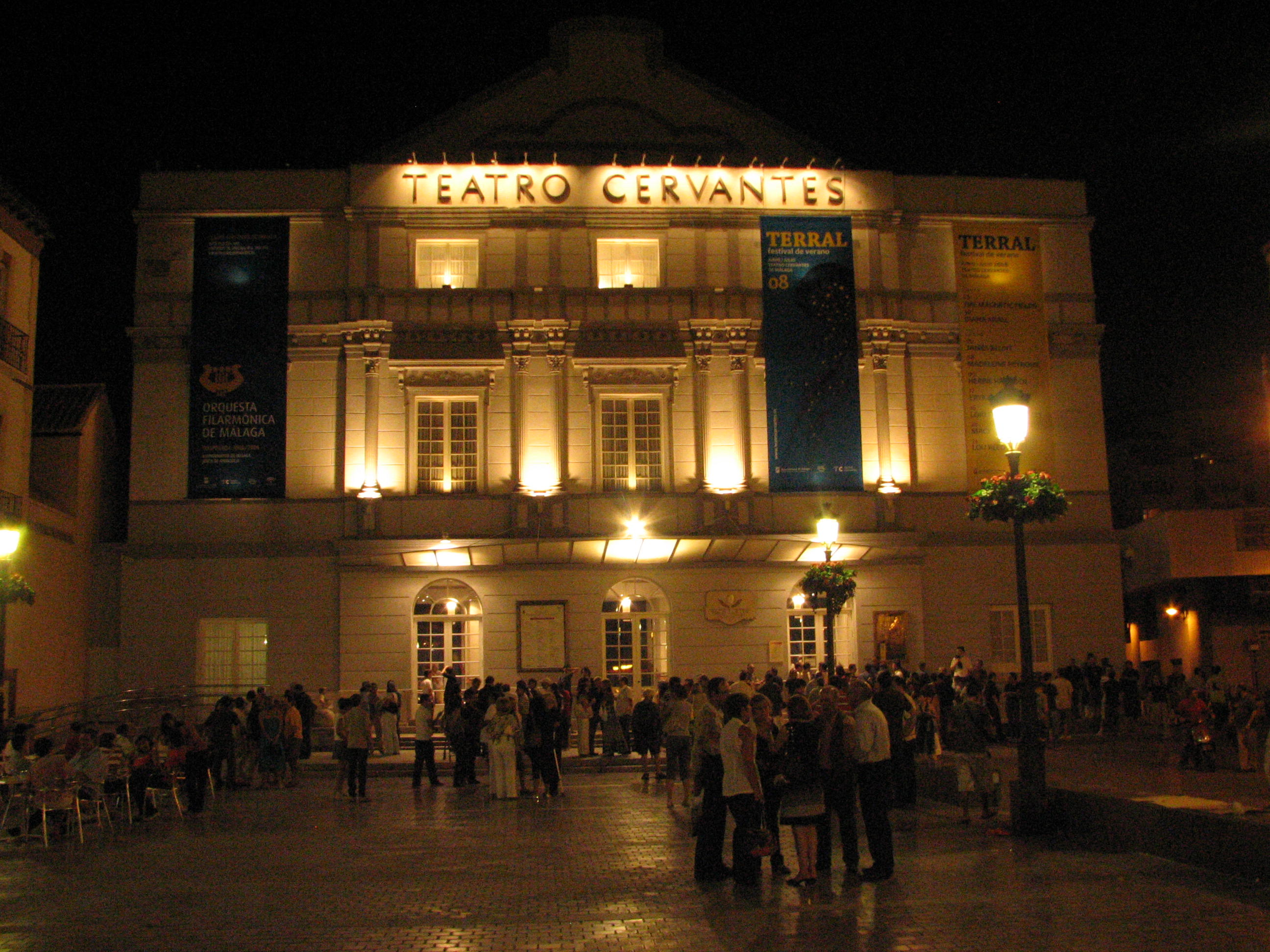
El Teatro Cervantes de Màlaga

El Teatro Cervantes  és el principal espai escènic de Màlaga. Situat al carrer Ramos Marín s/n. Es va inaugurar el 1870 i té 1.104 localitats. En aquest teatre hi ha la seu del Festival de Màlaga.